# Brava la vita
Brava la vita è un singolo dei Pooh, il primo estratto dalla raccolta di successo "The Best of Pooh".

## Il singolo
Il singolo, scritto da  Stefano D'Orazio e messo in musica da  Roby Facchinetti, racconta la vita come è in tutte le sue sfaccettature e come bisogna affrontarla.
È interpretato da tutte e 4 le voci.

## Formazione
1. Roby Facchinetti: voce, pianoforte e tastiere.
2. Dodi Battaglia: voce e chitarra.
3. Stefano D'Orazio: voce e batteria.
4. Red Canzian: voce e basso.

## Il videoclip
Il video è stato girato in un fabbricato nella provincia di Bergamo.